# Supercoppa del Belgio 1986
La Supercoppa del Belgio 1986 (in francese Supercoupe de Belgique, in fiammingo Belgische Supercup) è stata la 8ª edizione della Supercoppa del Belgio di calcio.
La partita fu disputata dal Anderlecht, vincitore del campionato, e dal Club Bruges, vincitore della coppa.
L'incontro si giocò il 20 agosto 1986 nel Constant Vanden Stock Stadium di Anderlecht e vinse il Club Bruges, al suo secondo titolo con un gol segnato allo scadere del primo tempo.

## Tabellino
| Arbitro: | Frans van den Wijngaert |

|  |           |               |
|  | Marcatori | 44’ Ceulemans |